# Fahne (Heraldik)
Die heraldische Fahne ist eine Besonderheit im Wappenwesen. Viele Fahnen und Flaggen haben Eigennamen, die wappentypisch sind. Sie werden im Wappenschild oder im Oberwappen dargestellt, aber auch von Schildhaltern gehalten. Häufig tragen Reiter eine dieser Hoheitszeichen. Es werden aber auch Fahnen dieser Art Wappentieren zum Halten beigegeben. Häufig wird auch die in der Heraldik verbreitete Montfortsche Kirchenfahne (Gonfanon) genommen. Die Vielfalt hat hier Einzug gehalten. Befinden sich auf dem Fahnentuch Wappenfiguren, so blicken diese standardmäßig zur Fahnenstange. Lanzenschäfte und Fahnenstangen werden nur bei der Blasonierung erwähnt, wenn sie nicht golden sind (Standard).
Die hier beschriebenen Fahnen sind:
- das Fähnlein,
- das Banner mit Schwenkel (rechts oder links schräg im Wappen dargestellt),
- die Sturmfahne,
- das Knechtsfähnlein,
- das Windfähnlein,
- den Wimpel und
- zwei Arten der Standarte.

Sie weichen von den echten Fahnen und Banner, etwas heraldisch bedingt, ab, sind ihnen doch sehr nahe. Bei der Blasonierung (Wappenbeschreibung) ist es hilfreich, diese Unterschiede zu erkennen.
So ist das Fähnlein eine am Fahnenstock schräggelegte Flagge mit zwei bis drei Einschnitten im Fahnentuch. Die Stockspitze ist oft spitz, hat aber auch andere Ausführungen (Kreuz- oder Lilienenden).
Das Banner mit Schwenkel ist eine am Fahnenstock senkrecht stehende Fahne, dessen Fahnentuch im oberen Drittel eine Verlängerung hat. Dieses Band (Schwenkel) wird so lang dargestellt, dass es im Wappen bis unterhalb der Fahne gelegt werden kann. Die Fahne wird im Wappen rechts oder links wehend gebraucht.
Ähnlich dieser Fahne ist die Sturmfahne. Sie hat den Schwenkel unten. Dieser wird aber nur flatternd abgebildet.
Der Wimpel ist ein dreieckiges Fahnentuch an der Fahnenstange. 
Beim Windfähnlein verbreitert sich das quadratische Fahnentuch etwa ab Tuchmitte seitlich in ein oben spitzauslaufendes Dreieck.
Das Rennfähnlein wird im Bereich des Stiftes Würzburg verwendet.
Die Standarte kann wie eine Flagge an der Fahnenstange oder aber wie eine Kirchenfahne am Querstock mit Fahnenstange dargestellt werden.
Das Knechtsfähnlein ist eine schmale Flagge mit mindestens vier an der langen Außenkante befindlichen Einschnitten. Diese Kante des Tuches 
kann verziert abgenäht sein.
Auf allen Fahnen können gemeine Figuren dargestellt werden.
Oft wird das Fahnentuch an einer Lanze befestigt. Dann ist es eine gefähnelte Lanze.
Viele Fahnen haben auch ganz spezielle Namen, die sich aus der Frühzeit überliefert sind und in Wappenbeschreibungen sich wiederfinden. Außer lateinische Bezeichnungen, wie Gonfanon, Bandon, Flammular und vom Gebrauch her, wie auch Johanniterfahne, Kreuzfahrerfahne und Turnierfahne bereichert die Namensgebung. Auch Vexillum (röm.) und das Lambarum Konstantins ist als Beispiel anzuführen.

## Galerie

Fahne gekreuzt mit Schwert
Reichssturmfahne
Fähnlein
Banner mit Schwenkel
Fähnlein
Knechtsfähnlein oder Rennfähnlein
Am goldenen Schaft eine dreilätzige, silberne Sturmfahne
Flatternde Fahne